# Edith de Magalhães Fraenkel
Edith de Magalhães Fraenkel (* 8. Mai 1889 in Rio de Janeiro, Brasilien; † 5. April 1969 (fraglich 1968?) ebenda) war eine brasilianische Krankenschwester, Mitarbeiterin von Carlos Chagas im Kampf gegen die Spanische Grippe und Pionierin der brasilianischen Gesundheits- und Krankenpflege. 

## Leben
Edith de Magalhães Fraenkel war die Tochter von Aldina de Magalhães und Karl Fraenkel (1854–1906). Karl Fraenkel war in Frankfurt am Main als Sohn des Arztes Daniel Fraenkel und dessen Ehefrau Julia geb. Rosenthal geboren worden. Im Jahr 1914 begann das „Rote Kreuz Brasilien“ in Crashkursen mit der Ausbildung von Krankenschwestern. Edith de Magalhães Fraenkel absolvierte diese Ausbildung und arbeitete anschließend als Volontärin beim Roten Kreuz. Im Jahr 1918 verschrieb sie sich dem Kampf gegen die „Spanische Grippe“, die das ganze Land heimsuchte und allein in Rio de Janeiro 15.000 Todesopfer forderte. Die Initiative zur Bekämpfung der „Spanischen Grippe“ in Brasilien wurde von dem Mediziner Carlos Chagas (1879–1934) geleitet. 
Im Jahr 1919 absolvierte Fraenkel eine Fortbildung als Gemeindeschwester in der Tuberkulosepflege. Sie wurde anschließend von Carlos Chagas in das „Departamento Nacional de Saúde Pública“ (DNSP, deutsch Nationales Department für Öffentliche Gesuchheit) berufen. Chagas war zu jenem Zeitpunkt Direktor des Departments. Auf einer Studienreise in die USA informierte sich Chagas über die Ausbildung von Gemeindeschwestern in den USA. In den USA wurden die Gemeindeschwestern in der Tradition von Florence Nightingale ausgebildet. Chagas strebte eine ähnliche Entwicklung für Brasilien an. Chagas gelang es, die Rockefeller-Stiftung (Rockefeller Foundation) für sein Anliegen zu gewinnen. Im Jahr 1921 erhielt Edith de Magalhães Fraenkel, die zu jenem Zeitpunkt das Tuberkulose-Präventionszentrum des Departamento Nacional de Saúde Pública leitete, ein Stipendium für ein Pflegestudium in den USA. Im April 1922 schrieb sie sich an der „Philadelphia School of Nursing“ ein. Sie beendete 1925 als erste brasilianische Gesundheitsschwester ihr Studium. Sie kehrte noch im selben Jahr nach Brasilien zurück und wurde erste Lehrerin der „Escola de Enfermagem“ (Krankenschwesternschule) am Department. Diese Schule nannte sich später „Escola de Enfermagem Anna Nery“ und ist inzwischen Teil der Bundesuniversität Rio de Janeiro. 
Im Jahr 1927 wurde Edith de Magalhães Fraenkel erste Präsidentin der „Brazilian Nursing Association“ und erarbeitete deren Ausführungsbestimmungen und Verordnungen. Von 1927 bis 1939 wurde Edith de Magalhães Fraenkel leitende Gesundheitsschwester am „National Public Health Department“. Anschließend folgte sie einem Ruf als Schulleitung an die „Escola de Enfermagem“ der Universität São Paulo, um diese Pflegeschule mit Unterstützung der Rockefeller Foundation aufzubauen. Die Rockefeller Foundation stiftete Laboratorien und eine Bibliothek. Zum selben Zeitpunkt wurde auch die medizinische Fakultät sowie deren Hygieneinstitut mit fachlichem Know-how und Laboratorien unterstützt. Die Rockefeller Foundation gewährte Edith de Magalhães Fraenkel erneut ein Stipendium für die USA und Kanada. So konnte Fraenkel die Curricula der Johns-Hopkins-Universität, der Boston-Universität sowie der Universität Toronto in Kanada jeweils vor Ort studieren. Im Jahr 1954 wurde der Aufbau von Pflegestudiengängen in die Schulordnung aufgenommen. 1955 zog sich Edith de Magalhães Fraenkel in den Ruhestand nach Rio de Janeiro zurück.

## International Council of Nurses
Im Jahr 1953 initiierte und organisierte Edith de Magalhães Fraenkel den 10. Pflegekongress des „International Council of Nurses (ICN)“ in Rio de Janeiro. Der erste Berufsethikkodex des ICN im Juli 1953 wurde an der „Săo Paulo Nursing“ mit entwickelt. Edith de Magalhães Fraenkel trug als Dekanin dieser Schule in erheblichem Maße dazu bei. 